# 沙姆谢尔·辛格
沙姆谢尔·辛格（Shamsher Singh，1997年7月29日—），印度男子曲棍球运动员，2020年夏季奥林匹克运动会男子曲棍球铜牌得主、2022年亚洲运动会男子曲棍球金牌得主。